# Camissecla vesper
Camissecla vesper is een vlinder uit de familie van de Lycaenidae. De wetenschappelijke naam van de soort werd als Thecla vesper in 1909 gepubliceerd door Hamilton Herbert Druce.